# Сойнчула
Сойнчула (англ. Sointula) — невключённая территория в Канаде. Расположена на острове Малколм в Тихом океане на западе канадской провинции Британская Колумбия. Поселение основано в 1901 году, согласно переписи населения 2021 года насчитывает более 500 жителей.

## География
Сойнчула расположена на острове Малколм в проливе Королевы Шарлотты между островом Ванкувер и континентальной частью Британской Колумбии. Малколм находится недалеко от северо-восточной оконечности острова Ванкувер, и Сойнчула является его основным портом и наиболее важным населённым пунктом.
Площадь Сойнчулы — 5,2 км². Регулярная связь с внешним миром поддерживается с помощью паромной линии, соединяющей Сойнчулу с Порт-Макниллом на острове Ванкувер; продолжительность рейса составляет 25 минут. В 5 км от Сойнчулы, на северном побережье острова Малколм, расположен региональный парк Бир-Пойнт — популярное место отдыха для местных жителей и туристическая достопримечательность.

## История
К началу XX века в Британской Колумбии насчитывалось значительное количество иммигрантов из Финляндии, в это время бывшей частью Российской империи. Среди них выделялась политически активная группа рабочих с угольных копей Джеймса Дансмьюира близ Нанаймо на острове Ванкувер. В 1900 году эта группа, вдохновлённая публикациями ещё одного финского иммигранта, Матти Курикки, пригласила его в Канаду из Австралии, куда он изначально перебрался из России и где пытался организовать финскую колонию в Квинсленде. Идеология Курикки представляла собой смесь влияний марксистского социализма, толстовства, теософии и собственной трактовки христианства, кроме того, одним из основных её положений было полное равноправие женщин. Однако сам он был слабым организатором и по прибытии в Канаду привлёк к своей деятельности друга из Финляндии — Августа Бернгарда Мяккелю, бывшего одновременно бо́льшим прагматиком и более ортодоксальным марксистом.
Деятельность Курикки и Мяккели (в Канаде взявшего имя Остин Маккела) в Британской Колумбии началась с издания первой в Канаде газеты на финском языке Aika, но вскоре идея основания собственной колонии, основанной на идеалах Курикки, снова оказалась в центре его внимания. Поселенческое общество, носившее название «Калеван Канса» («Народ Калева»), сумело в ноябре 1901 года договориться с верховным комиссаром коронных земель Британской Колумбии о 7-летней аренде 28 тысяч акров (примерно 113 км²) территории на незаселённом острове Малколм. Поселенцы могли получить эту землю в собственность, а территория поселения могла быть расширена, если будут достигнуты заранее оговоренные успехи в области благоустройства острова. На основании юридических тонкостей располагавшиеся на территории колонии леса перешли в её владение немедленно.
Заселение острова Малколм (на финский лад переименованного в Малкосаари) началось весной 1902 года. В июне новое поселение получило название Сойнчула. Его население быстро росло, к концу года превысив 200 человек, но большинство из них не обладали наиболее нужными для планов Курикки профессиями — земледельцев и лесорубов. Среди поселенцев преобладали различные ремесленники (включая портных и кузнецов), имелся также собственный врач. Мужчин при этом было почти вдвое больше, чем женщин. Закон общины гарантировал всем её постоянным членам право на труд, пособия по болезни и пенсию. Большинство детей Сойнчулы росли в общинных центрах, откуда их забирали домой только на ночь. Особое место в истории колонии занимает вопрос женского равноправия: уже в 1902 году женщины Сойнчулы получили право голоса на выборах, а их труд с самого начала существования колонии оплачивался наравне с мужским (1 доллар в день независимо от характера выполняемой работы).
Хотя предполагалось, что земли острова плодородны, они густо заросли лесом, сильно отличавшимся от привычных для финнов пород. Большие деревья Британской Колумбии, древесина которых содержала значительное количество влаги, плохо поддавались обычному для финского земледелия способу очистки почвы, заключавшемуся в выжигании леса. Участки леса приходилось выжигать по несколько раз, что приводило к разрушению верхнего плодородного слоя почвы. Таким образом, жители Сойнчулы вскоре практически отказались от планов полеводства. Страдало и животноводство — для скота не удавалось запасти достаточно кормов, и их приходилось везти с острова Ванкувер. Вместо этого колонисты сосредоточились на охоте и рыбалке. Сам Курикка был сторонником вегетарианства, но эта идея понимания у поселенцев не нашла. В январе 1903 года тяжесть положения колонистов усугубил пожар, уничтоживший главное жилое здание посёлка и унесший жизни 11 человек.
Единственным продуктом экспорта Сойнчулы на первых порах оставалась сырая древесина. Небольшое количество пиломатериалов, производимых в колонии, шло на собственные нужды. Летом 1904 года было закончено строительство современной лесопилки, начата выработка электроэнергии, а недалеко от Сойнчулы были обнаружены залежи высококачественного известняка. Пытаясь укрепить статус колонии, Курикка добился получения контракта на строительство двух мостов близ Ванкувера из собственных материалов и с привлечением собственной рабочей силы. Проект, однако, оказался глубоко убыточным и только подорвал экономику колонии. Осенью 1904 года Курикка с наиболее верными своими последователями покинул Сойнчулу, которую затем несколько десятилетий возглавлял Мякеля (одновременно выполнявший обязанности мирового судьи и смотрителя маяка Палтни-Пойнт, расположенного на острове Малколм). Выпуск газеты Aika прекратился уже в июле того же года, а в 1905 году поселенческое общество «Калеван Канса» было официально ликвидировано.
Чтобы расплатиться с долгами, колонистам пришлось продать принадлежавший Сойнчуле лес, а в 1907 году — и лесопилку. Основным занятием для её мужчин стала работа в рыболовецких артелях и на частных консервных фабриках, а зимой, в перерыве между рыболовецкими сезонами — лесозаготовки. Жители Сойнчулы играли важную роль в промысле лососёвых и палтуса в проливе Королевы Шарлотты, став авторами ряда усовершенствований в оборудовании рыболовецких судов, и к 1980-м годам среди рыбаков Сойнчулы появились первые миллионеры. Вырубка леса на острове Малколм продолжалась до 1990-х годов, и к этому времени на острове практически не осталось девственных лесов. Начиная с 1990-х годов в рыболовной индустрии Британской Колумбии начался спад, связанный с истощением ресурсов и усилением государственного регулирования этой отрасли. В итоге большую роль в экономике Сойнчулы стал играть туризм, а остров Малколм превратился в популярное место отдыха для обеспеченных жителей соседнего острова Ванкувер.
Определённое влияние социалистических идей основателей колонии продолжало ощущаться в её жизни, и Сойнчула сохраняла репутацию оплота социалистов до 1940-х годов. Так, в 1909 году именно там открылся первый кооперативный магазин в Западной Канаде — Sointula Co-op, выполнявший также функции банка и компании по торговле недвижимостью. В 1929 году там же был основан первый рыболовецкий кооператив в Британской Колумбии, но он просуществовал недолго. Многие поселенцы в 1907 году вступили в Социалистическую партию Канады, но в 1911 году из-за разногласий с её британским руководством вышли из неё и основали отделение Финской социалистической организации Канады (позже Финская организация Канады), поддерживавшей тесные отношения с компартией Канады. В 1936 году жители Сойнчулы играли ключевую роль в массовой забастовке работников консервных заводов. В межвоенный период часть поселенцев эмигрировала в советскую Карелию.
Финские поселенцы поначалу относились с предубеждением к индейцам народа кваквакэвакв, в летний сезон перебиравшимся на остров Малколм. Однако в дальнейшем отношения с этими (по определению Мякели) «естественными социалистами» стали более близкими, вплоть до появления смешанных браков между финскими иммигрантами и представителями коренного населения. Уже к 1930-м годам население Сойнчулы превысило 400 человек, но вплоть до 1950-х годов её населяли почти исключительно финские иммигранты и их потомки. Начиная с этого десятилетия на остров начали прибывать иммигранты из США — хиппи, позже уклонисты от призыва на Вьетнамскую войну. Многие из новых жителей Сойнчулы разделяли идеи утопического социализма и дали новый толчок кооперативной экономике.

## Население
Согласно переписи населения 2021 года, в Сойнчуле проживали 513 человек — падение на 0,8 % по сравнению с переписью 2016 года. Средний возраст жителей — 55,7 года, медианный возраст — 61,6 года. Дети и подростки в возрасте до 14 лет включительно составляли 6 % населения, люди пенсионного возраста (65 лет и старше) — 40 %. Около 85 % населения были уроженцами Канады, более 10 % относили себя к одному или нескольким из её коренных народов; большинство иммигрантов прибыли в страну из США и Великобритании и сделали это до 1980 года. Почти для 90 % жителей родным языком был английский, имелись также финская, немецкая и японская языковые диаспоры.
60 % жителей в возрасте старше 15 лет состояли в зарегистрированном браке или проживали совместно без официальной регистрации, 20 % были разведены или вдовы. Средний размер переписной семьи составлял 2,3 человека, средний размер домохозяйства — 1,8 человека. В большинстве семей не было детей, проживающих с родителями, в семьях с детьми в среднем насчитывалось 1,5 ребёнка. В 13 % семей был только один родитель. Почти 40 % домохозяйств состояли только из одного человека.